# Om vin
Om vin är en bok från 1999 av Jan Myrdal utgiven som originalpocket på Albert Bonniers Förlag.

## Innehåll
Boken är en sammanställning av de krönikor om vin som författaren skrev för Hyresgästföreningens tidning Vår Bostad med vinjettillustrationer av Gun Kessle.